# Sura kyrka
För den gamla kyrkobyggnaden, se Sura gamla kyrka.

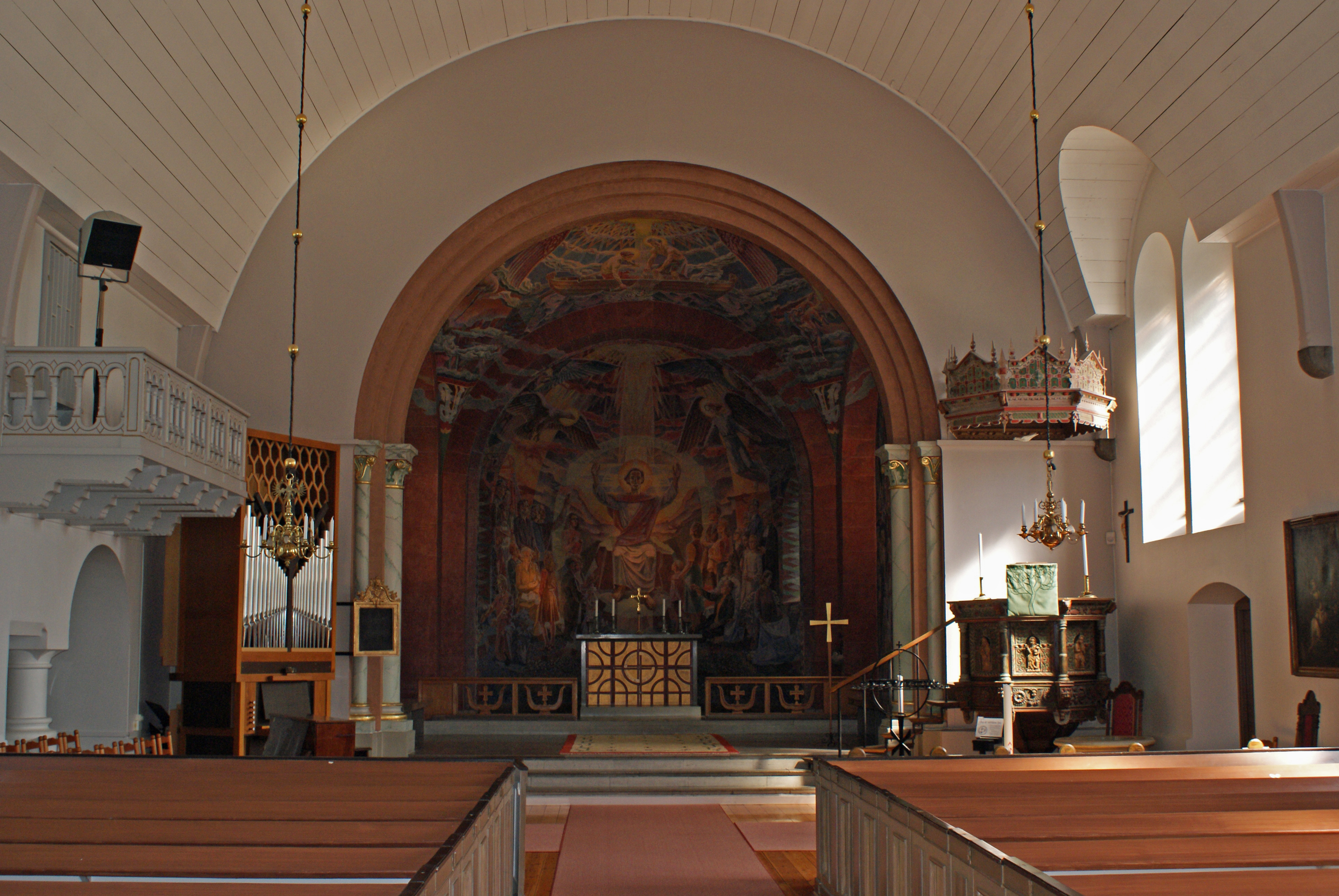
Sura kyrka interiör

Sura kyrka är en kyrkobyggnad i Västerås stift. Den är sedan 2014 församlingskyrka i Sura-Ramnäs församling. Kyrkan är belägen i Sura invid  Strömsholms kanal strax väster om Surahammar.

## Kyrkobyggnaden
Redan 1878 hade fråga väckts om en ny kyrkbyggnad. Nuvarande kyrka i nyromantisk stil uppfördes 1890–1892 efter ritningar av arkitekt Gustaf Petterson på Överintendentsämbetet i Stockholm. Byggmästare var G. Johansson från Skövde. Övervakning och ledning av arbetet tillföll byggmästaren Brage från Surahammar. Den 21 augusti 1892 invigdes kyrkan av biskop Gottfrid Billing och ersatte då Sura gamla kyrka. Där blev mycket psalmsång till det harmonium som kantorn tillfälligt tagit dit istället för orgeln som skulle flyttas dit från gamla kyrkan. Kyrkan byggdes på högsta punkten av en ås, strax intill den gamla kyrkan. 
År 1935 byggdes kyrkan om och renoverades. Kyrkorummets tak försågs då med valv. Den 22 december samma år återinvigdes kyrkan av biskop Einar Billing.
I koret finns målningar utförda 1945–1956 av konstnären Nils-Aaron Berge.

## Inventarier
- En predikstol i barockstil och ett medeltida processionskrucifix är från gamla kyrkan.

### Orgel
- En orgel flyttades 1892 från den gamla kyrkan till den nya. Orgeln var byggd 1853.
- 1901 byggde E A Setterquist & Son, Örebro en orgel med 10 stämmor, två manualer och pedal. Orgeln sattes 1949 upp i Gravkapellet, Avesta och flyttades senare till Pingstkyrkan, Avesta.
- 1944 byggde A Magnussons Orgelbyggeri AB, Göteborg en orgel med 30 stämmor. Fasaden ritades av Erik Fant.
- Den nuvarande orgeln byggdes 1983 av Walter Thür Orgelbyggen AB, Torshälla. Orgeln är mekanisk. Fasaden är från 1944 års orgel.

| Huvudverk I   | Svällverk II      | Pedal        | Koppel |
| Principal 8´  | Rörflöjt 8´       | Subbas 16´   | I/P    |
| Gedackt 8´    | Fugara 8´         | Oktava 8´    | II/P   |
| Oktava 4'     | Voix céleste 8'   | Gedackt 8'   | II/I   |
| Blockflöjt 4' | Principal 4'      | Oktava 4'    |        |
| Kvinta 2 2⁄3' | Traversflöjt 4'   | Nachthorn 2' |        |
| Oktava 2'     | Nasat 2 2⁄3'      | Fagott 16'   |        |
| Mixtur 5 chor | Svegel 2'         | Zinka 4'     |        |
| Trumpet 8'    | Ters 1 3⁄5'       |              |        |
| Tremulant     | Oktava 1'         |              |        |
|               | Scharf 3 chor     |              |        |
|               | Oboe 8'           |              |        |
|               | Tremulant         |              |        |
|               | Crescendosvällare |              |        |

#### Kororgel
Kororgeln byggdes 1980 av A Magnussons Orgelbyggeri AB, Mölnlycke. Orgeln är mekanisk.
| Manual       | Pedal      | Koppel  |
| Gedackt 8'   | Subbas 16' | Man/Ped |
| Principal 4' |            |         |
| Rörflöjt 4'  |            |         |
| Waldflöjt 2' |            |         |
| Mixtur III   |            |         |

## Bildgalleri

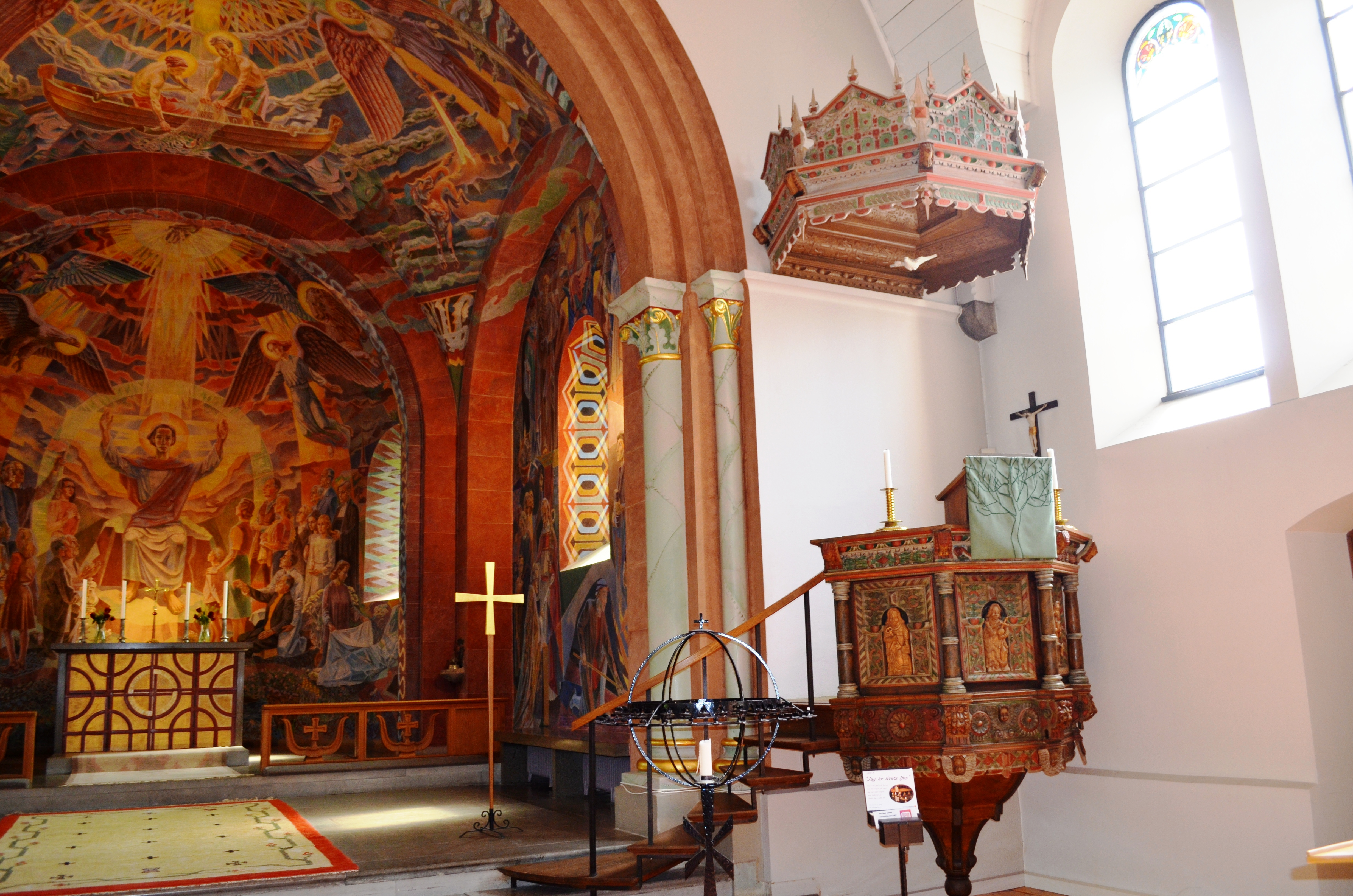
Sura kyrkas predikstol
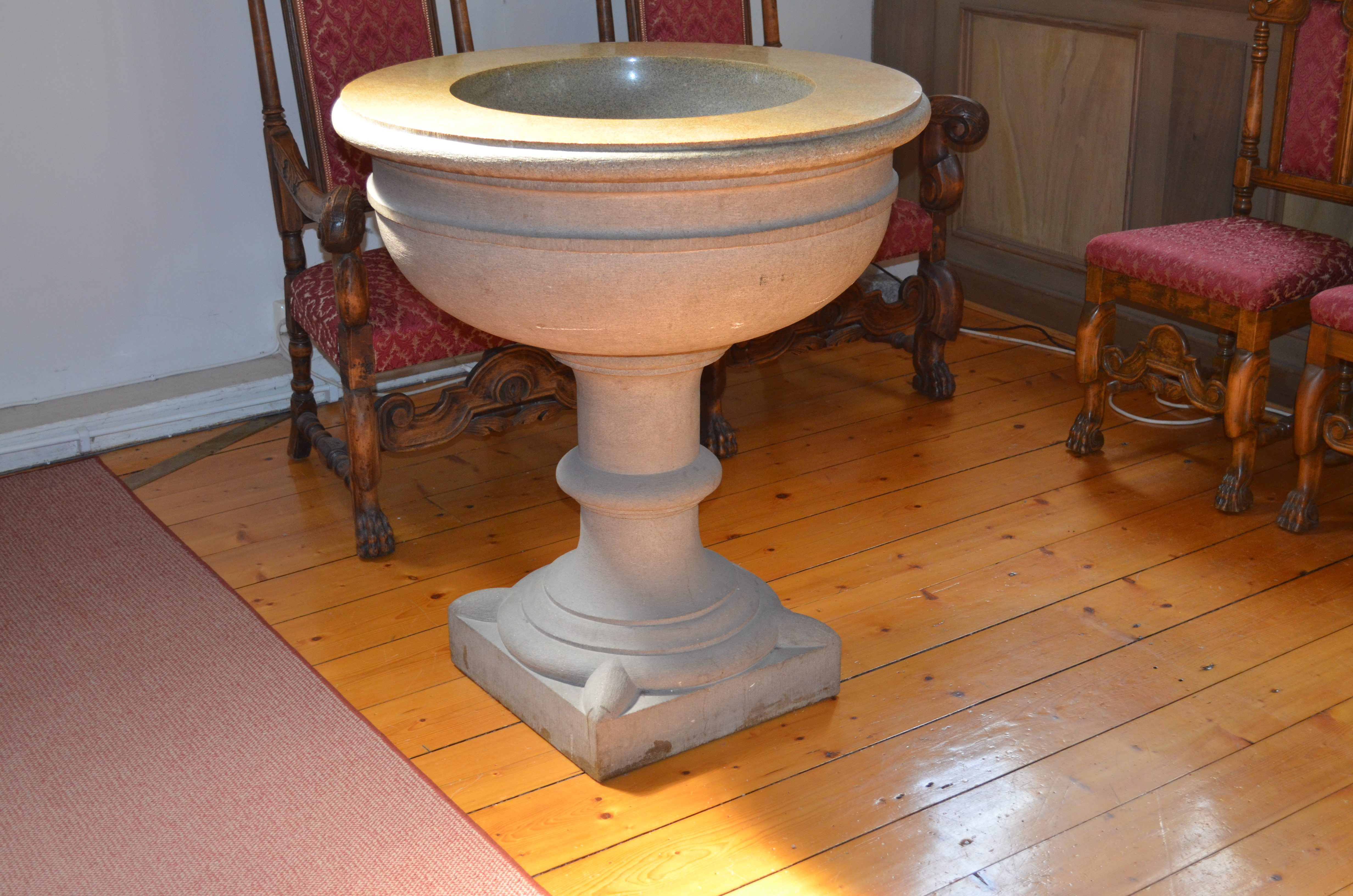
Sura kyrkas dopfunt
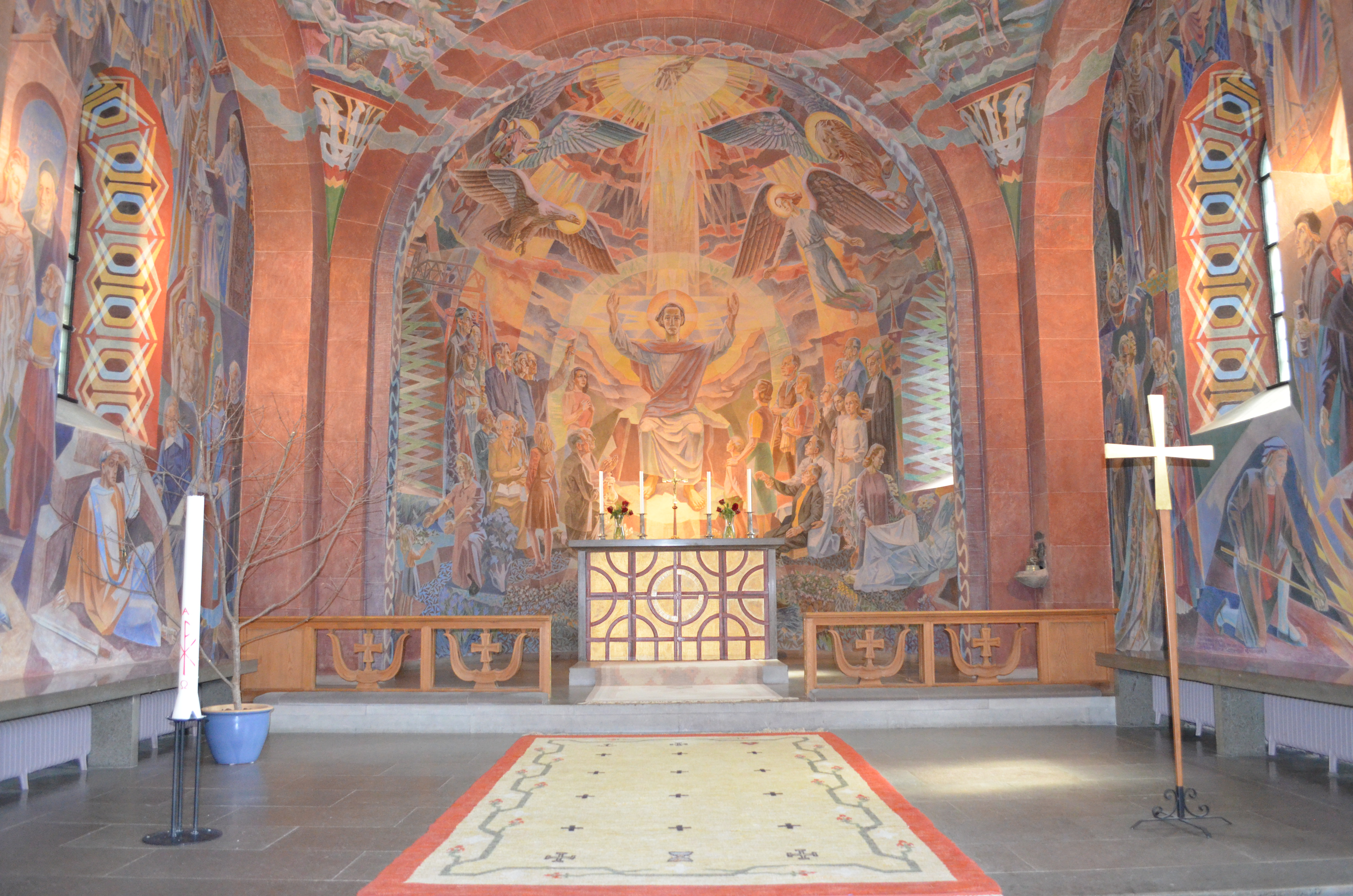
Sura kyrkas altare
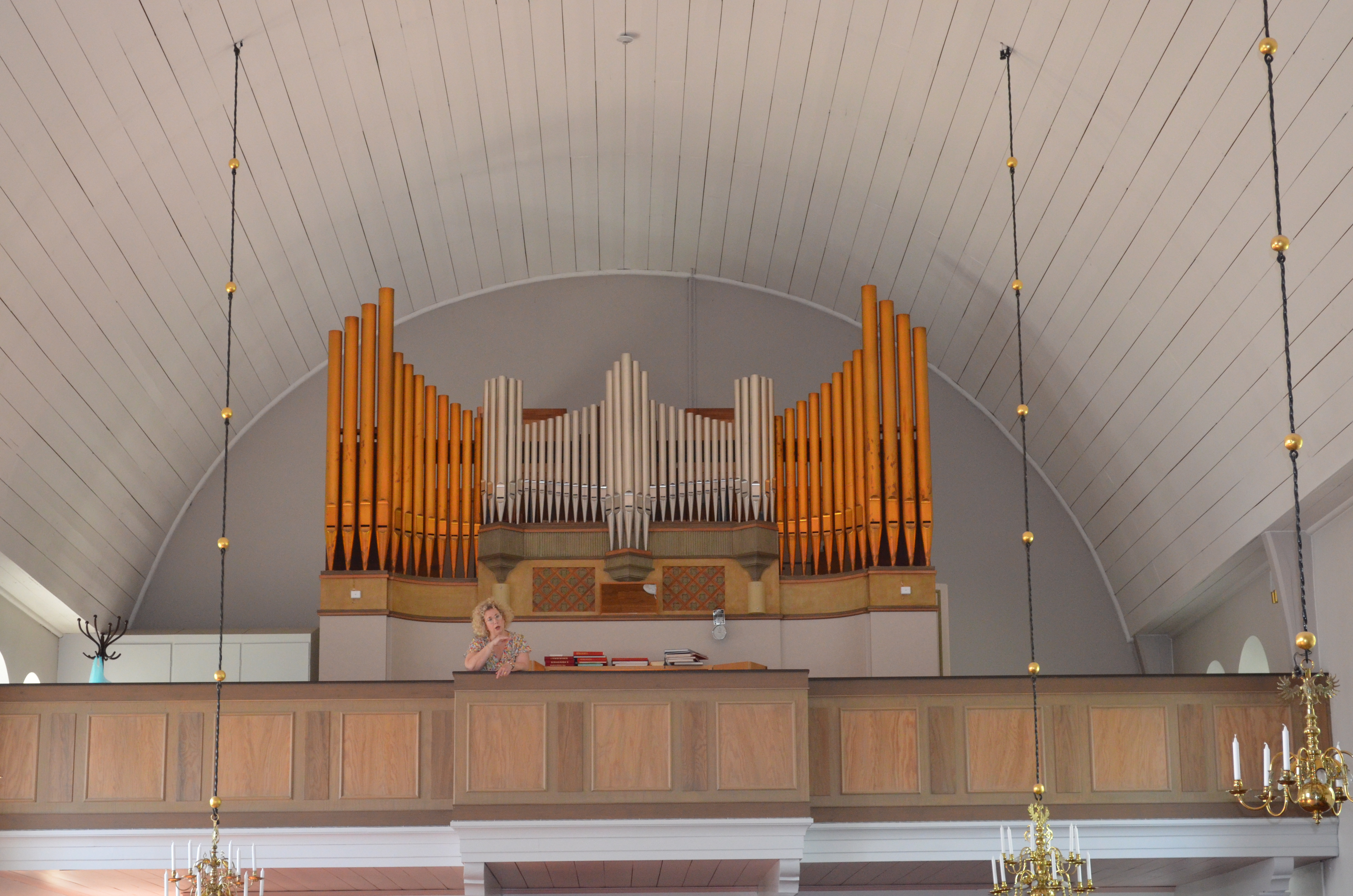
Sura kyrkas orgelläktare

### Webbkällor
- Sura-Ramnäs församling
- Surahammars kommun
- Västmanlands Kommuner & Landsting